# 兰科 (瓦雷泽省)
兰科（義大利語：Ranco）是意大利伦巴第大区瓦雷澤省的市镇。面积为6.3平方公里，2017年人口数量为1188人。